# فورد کوگر (اروپا)
فورد کوگر (اروپا) (Ford Cougar (Europe)) خودرویی است که در سال‌های ۱۹۹۸ تا ۲۰۰۲در ایالات متحده آمریکا و آلمان تولید شده‌است.
این خودرو در کلاس کوپه قرار گرفته و است. سیستم جعبه‌دندهٔ آن ۴ دنده به دو صورت خودکار و دستی است.